# 濟利祿·斯托揚諾夫
濟利祿·斯托揚諾夫（義大利語：Kiro Stojanov；1959年4月9日—）是北馬其頓籍天主教主教。也是現任斯科普里教區主教暨馬其頓希臘禮斯特魯米察-斯科普里教區主教。

## 生平
濟利祿·斯托揚諾夫於1959年4月9日在南斯拉夫馬其頓博西洛沃出生。他於1986年4月6日晉鐸。
他於1999年5月1日晉牧，並被時任教宗若望·保祿二世任命為斯科普里教區輔理主教，領Centuriones領銜教區主教銜。他是104年來第一位馬其頓籍的天主教主教。2003年，他加入成為馬爾他騎士團成員。
直到2005年7月20日，濟利祿·斯托揚諾夫升任成為斯科普里教區正權主教。2018年5月31日，他被任命為東儀天主教會馬其頓希臘禮天主教斯特魯米察-斯科普里教區主教。